# 神戶新聞
神戶新聞是日本的報紙，發行單位是總部位於日本兵庫縣神戶市中央區的神戶新聞社。

## 历史
2010年，發行量約為日報56萬份，晚報23萬份，是日本地方報紙中發行量較大的新聞。創刊於1898年2月11日，之後除了曾在次日12日至14日期間曾休刊3天之外，神戶新聞從未停刊。在阪神大地震時，神戶新聞總部因嚴重受損無法發行新聞，但仍在京都新聞的協助下堅持發行並未休刊。神戶新聞也和神戶縣內的SUN電視台有密切關係。

## 外部連結
- 神戶新聞